# Masami Kageyama
Pour les articles homonymes, voir Kageyama.
Masami Kageyama (影山 正美, Kageyama Masami) est un pilote automobile japonais né le 2 mai 1967 à Kanagawa (Japon).
Il est toujours en activité et participe en 2010 au championnat Super GT sur une Porsche 997 GT3-RSR du Team Hankook KTR.

## Biographie
Masami Kageyama a suivi le chemin tracé par son frère aîné Masahiko Kageyama dans le sport automobile. Il débute en Formule Toyota dont il devient champion en 1990 avant de s'engager en Championnat du Japon de Formule 3 l'année suivante. Sa meilleure réussite dans ce championnat est une deuxième place en 1994.
De 1995 à 2004, il évolue en Formule 3000 japonaise (devenue Formula Nippon en 1996) et obtient son meilleur résultat en 1998 avec une deuxième place.
En parallèle, il participe depuis 1994 au Super GT et tente sa chance à cinq reprises aux 24 Heures du Mans.

## Palmarès
- Champion de Formule Toyota en 1990
- Champion de Super GT en 1998
- Vainqueur des 1 000 kilomètres de Fuji 1999

## Résultats aux 24 Heures du Mans
| Année | Voiture                | Équipe                       | Équipiers                               | Résultat    |
| ----- | ---------------------- | ---------------------------- | --------------------------------------- | ----------- |
| 1996  | Toyota Supra LM        | Team SARD Toyota Co. Ltd.    | Masanori Sekiya / Hidetoshi Mitsusada   | Abandon     |
| 1998  | Nissan R390 GT1        | Nissan Motorsports / TWR     | Satoshi Motoyama / Takuya Kurosawa (en) | 10e         |
| 1999  | Nissan R391            | Nissan Motorsports           | Aguri Suzuki / Eric van de Poele        | Non partant |
| 2000  | Panoz LMP-1 Roadster-S | TV Asahi Team Dragon         | Toshio Suzuki / Masahiko Kageyama       | 6e          |
| 2008  | Courage-Oreca LC70     | Tōkai University / YGK Power | Toshio Suzuki / Haruki Kurosawa         | Abandon     |